# Medio flumine quaerere aquam
Medio flumine quaerere aquam лат. (изговор: медио флумине кверере аквам) усред реке тражити воду. (Секст Проперције)

## Тумачење
Тражи више него што му треба.

## Изрека у српском језику
„Тражити хљеба преко погаче“
„Тражити кру'а преко погаче“